# Anton Maglica
Anton Maglica (Brčko, 11 november 1991) is een in Bosnisch-Kroatisch voetballer die bij voorkeur als aanvaller speelt. Hij verruilde in augustus 2021 Kayserispor transfervrij voor APOEL Nicosia.

## Clubcarrière
Maglica speelde in de jeugd bij HNK Orašje en NK Osijek. Hij debuteerde voor NK Osijek op 31 mei 2009 in de Kroatische voetbalcompetitie tegen NK Slaven Belupo. Hij scoorde zijn eerste doelpunt als prof voor NK Osijek tegen HNK Cibalia Vinkovci. In drie seizoenen scoorde hij 10 doelpunten uit 44 competitieduels voor NK Osijek. In juli 2012 werd hij getransfereerd naar HNK Hajduk Split. Zijn eerste wedstrijd speelde hij op 15 juli 2012 tegenNK Istra 1961. Hij scoorde zijn eerste doelpunt voor zijn nieuwe club tegen NK Zagreb. Zijn vijftigste en honderdste wedstrijd speelde hij tegen NK Slaven Belupo Koprivnica, beide keren op het Poljudstadion. In het seizoen 2014/15 scoorde hij 12 doelpunten en werd daarmee topschutter van het seizoen van de Dalmatische club. Voor Hajduk Split heeft Maglica 115 officiële wedstrijden op zijn naam staan en scoorde daar bij 34 keer. In januari 2016 maakte hij de overstap naar het Cypriotische Apollon Limasol. Tussen 2019 en 2021 speelde hij twee seizoenen in China bij Guizhou FC. In 2021 keerde hij weer terug naar het Europese voetbal bij Kayserispor. In augustus 2021 tekende hij transfervrij bij APOEL Nicosia.

## Statistieken
| Seizoen | Club             | Land    | Competitie | Duels | Doelp. |
| ------- | ---------------- | ------- | ---------- | ----- | ------ |
| 2008/09 | NK Osijek        | Kroatië | 1.HNL      | 1     | 0      |
| 2009/10 | NK Osijek        | Kroatië | 1.HNL      | 1     | 0      |
| 2010/11 | NK Osijek        | Kroatië | 1.HNL      | 19    | 4      |
| 2011/12 | NK Osijek        | Kroatië | 1.HNL      | 23    | 7      |
| 2012/13 | HNK Hajduk Split | Kroatië | 1.HNL      | 17    | 5      |
| 2013/14 | HNK Hajduk Split | Kroatië | 1.HNL      | 31    | 12     |
| 2014/15 | HNK Hajduk Split | Kroatië | 1.HNL      | 21    | 7      |
| 2015/16 | HNK Hajduk Split | Kroatië | 1.HNL      | 16    | 0      |
| 2015/16 | Apollon Limasol  | Cyprus  | A Divizion | 14    | 8      |
| 2016/17 | Apollon Limasol  | Cyprus  | A Divizion | 25    | 9      |
| 2017/18 | Apollon Limasol  | Cyprus  | A Divizion | 26    | 16     |
| Totaal  | Totaal           | Totaal  | Totaal     | 194   | 68     |

## Interlandcarrière
Anton Maglica kwam reeds uit voor diverse Kroatische nationale jeugdselecties. Op 15 augustus 2012 speelde hij zijn eerste interland voor Kroatië –21, een vriendschappelijke interland tegen Georgië –21.